# Aname mccleeryorum
Espèce
Aname mccleeryorum est une espèce d'araignées mygalomorphes de la famille des Anamidae.

## Distribution
Cette espèce est endémique d'Australie-Occidentale. Elle se rencontre au Mid West et au Wheatbelt d'Oakajee au parc national Lesueur.

## Description
Le mâle holotype mesure 24,7 mm et la femelle paratype 28,5 mm.

## Étymologie
Cette espèce est nommée en l'honneur des McCleery.

## Publication originale
- Harvey, Gruber, Hillyer & Huey, 2020 : « Five new species of the open-holed trapdoor spider genus Aname (Araneae: Mygalomorphae: Anamidae) from Western Australia, with a revised generic placement for Aname armigera. » Records of the Western Australian Museum, vol. 35, p. 10-38.